# Diablo (película de 2012)
Diablo es una película argentina de comedia-acción que se estrenó comercialmente en Argentina el 6 de diciembre de 2012 coescrita y dirigida por Nicanor Loreti (en su película debut como director) y protagonizada por Juan Palomino. La película trata la historia de un boxeador retirado que se ve envuelto en un gran problema el mismo día que se iba a reconciliar con su exnovia, cuando su primo llega a su casa escapando de unos matones.

## Argumento
Marcos Wainsberg, «El Inca del Sinaí», es un boxeador que se ha retirado después de matar a su contrincante, «Bombilla», en el ring. Un día, mientras espera la llegada de su exnovia para intentar recomponer su relación, mediante la promesa de cocinarle y servirle en su casa un plato de ceviche, cae inesperadamente en su casa su primo Huguito , con la camisa manchada de sangre. Esto llevara a Marcos a verse metido en una seguidilla de problemas que deberá resolver al ayudar a Huguito a escapar de unos matones.

## Reparto
- Juan Palomino como Marcos.
- Sergio Boris como Huguito.
- Luis Aranosky como Café con Leche, socio de Huguito.
- Jorge D'Elía como Franco Robles.
- Flora Gró como la hija de Robles.
- Luis Ziembrowski como el Oficial Fridman .
- Hugo "Kato" Quiril como Teniente Coronel Varela, líder de la brigada.
- Vic Cicuta como Extorsionador N° 1.
- Leandro de la Torre
- Gustavo Sala

## Recepción
La película recibió críticas positivas, con elogios en particular a la interpretación de Palomino y a la dirección, esta última siendo comparada con la de Quentin Tarantino, Robert Rodriguez y Guy Ritchie. Varios críticos, entre ellos Jonathan Plaza de Función Agotada, Lucas Rodríguez de Cinescondite, Diego Batle de OtrosCines y Diego Curubeto de Ámbito financiero, consideraron que la película estaba destinada a ser una película de culto.

## Premios
- 2011: Festival Internacional de Mar de Plata: Ganadora a Mejor película argentina.[12]
- 2013: Premios Sur: Nominada a mejor maquillaje.[13][14]